# Helado a la plancha

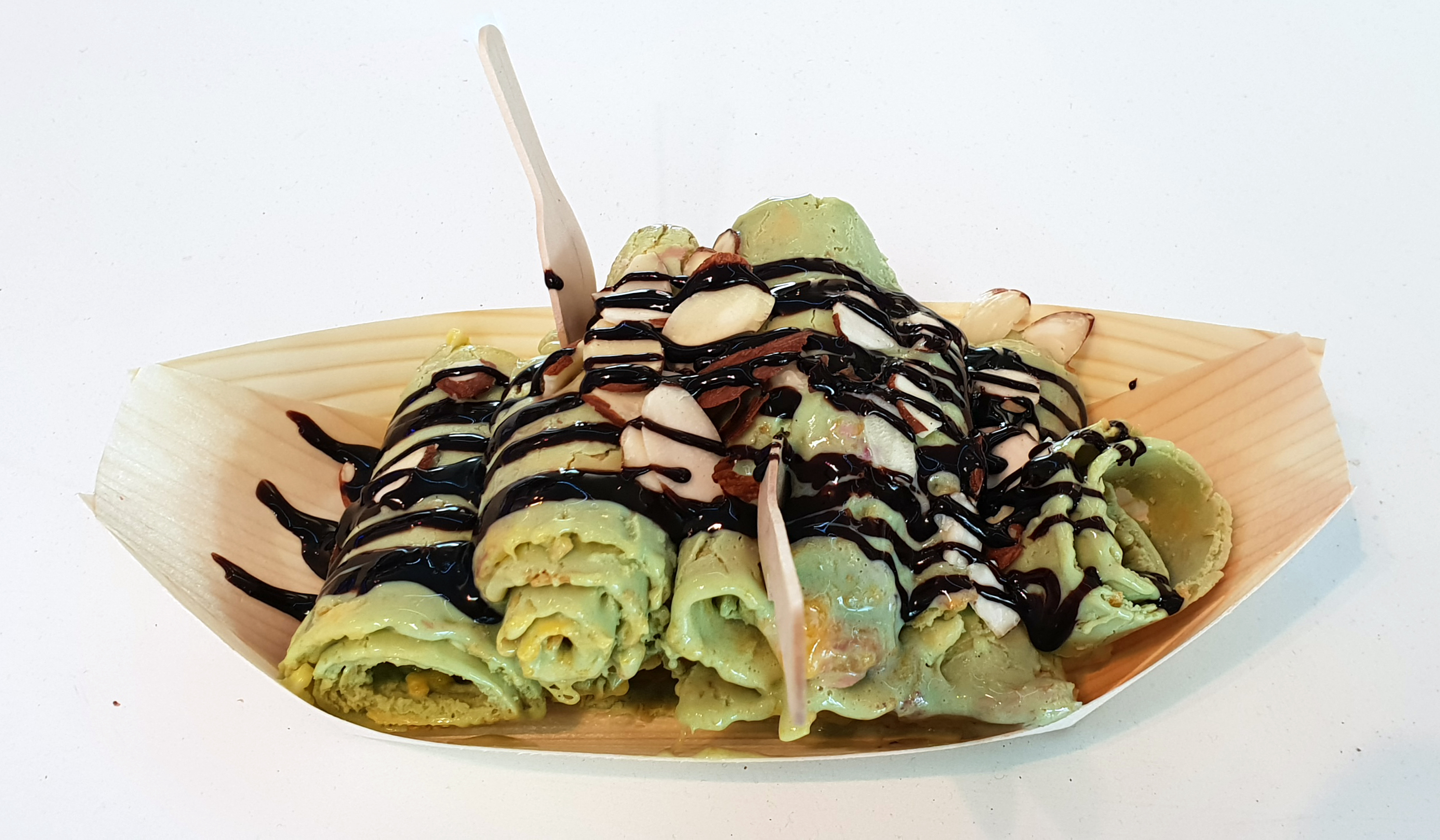
Helado a la plancha (matcha con mango y copos de maíz) en Nelson, Nueva Zelanda, 2019

El helado a la plancha o I-Tim-Pad (en tailandés: «ไอติมผัด», que puede traducirse simplemente como «helado»), también llamado Ice Roll o Ice Cream Roll (en inglés: «rollo de hielo» y «rollo de helado») es una técnica artesanal de elaboración de helado originaria de Tailandia, motivo por el que también es conocido popularmente como helado tailandés. Este postre es a menudo clasificado como una variante del helado frito o un plato similar a este, y ha empezado a ganar notoriedad y popularidad internacionalmente, sobre todo desde 2015.

## Historia
Los orígenes del helado tailandés se sitúan a finales de la década de 1990, cuando los vendedores ambulantes de los mercados nocturnos de Phuket comenzaron a elaborarlo como un producto artesanal.

## Preparación
La preparación del helado tailandés es uno de los aspectos de este postre que más ha llamado la atención de los extranjeros, hasta el punto de que el procedimiento se ha viralizado en Internet como un hecho curioso o sorprendente. El carácter "exótico" de esta receta ha desempeñado un papel clave en la popularización de la misma en Occidente.
El helado tailandés se elabora con dos espátulas metálicas a partir de una base de leche preparada, que se vierte en una plancha de acero denominada anti-griddle, la cual está refrigerada a una temperatura extremadamente baja (normalmente entre -18 y -40 °C). Una vez en la anti-griddle, la base de leche es mezclada con aquellos ingredientes que darán sabor al helado, entre los que se cuentan diversos tipos de chocolate y fruta fresca. Dichos ingredientes son triturados y mezclados antes de untarlos sobre la base refrigerada, lo que le otorga a esta la consistencia y forma de un sorbete o postre helado. Seguidamente, se le da forma de rollo a la mezcla con una espátula y se sirve el helado en un pote, copa u otro tipo de recipiente; se suele agregar un acompañamiento hecho con ingredientes similares a los que se utilizaron para preparar el postre, así como cremas y salsas.